# Clichy
Clichy er en kommune i det franske departement Hauts-de-Seine. Indbyggertallet var i 2008 på 58.388